# Jean-François Rémi
Jean-Francois Rémi (né Jacques-Pierre Poli) le 16 novembre 1924 à Casablanca au Maroc et mort le 21 décembre 2007 à Boulogne-Billancourt est un acteur et metteur en scène français d'origine corse.

## Biographie
Il est originaire de Casablanca. Il avait fait partie des soldats français qui avaient débarqué en Provence le 15 août 1944 puis avait pris part à la campagne d'Italie. Il a été jusqu'à sa mort président de l'Association des comédiens combattants.
Il étudie au Conservatoire national supérieur d'art dramatique et fait partie de la promotion 1953 (celle de Claude Rich et de Jacques Toja).
Il a rejoint la Comédie-Française en 1971 et l'a quittée en 1998. Il a mis en scène de nombreuses pièces, dont Phèdre de Jean Racine, présentée au Festival de Ramatuelle en 2006.

## Filmographie

### Cinéma
- 1956 : Si Paris nous était conté : Mazarin
- 1959 : La Bête à l'affût
- 1960 : Austerlitz : Duroc
- 1965 : Trois chambres à Manhattan de Marcel Carné
- 1966 : La guerre est finie : Juan
- 1967 : Bang-Bang
- 1967 : Si j'étais un espion  : Maitre Amiot (avocat)
- 1974 : Verdict : Antoine Bertolucci
- 1974 : Les murs ont des oreilles de Jean Girault : Stéphane
- 1975 : Les Noces de porcelaine : Bruno
- 1976 : Si c'était à refaire : le banquier
- 1976 : Silence... on tourne ! de Roger Coggio
- 1979 : À nous deux : Le père de Françoise
- 1983 : Signes extérieurs de richesse : Marnier
- 1984 : La Septième Cible : William Hagner (le frère antiquaire)

### Télévision
- 1965 : En votre âme et conscience, épisode : La canne à épée de  Marcel Cravenne
- 1966 : En votre âme et conscience, épisode : La Mort de Sidonie Mertens de  Marcel Cravenne
- 1968 : Les Cinq Dernières Minutes, épisode Tarif de nuit de Guy Séligmann
- 1970 : Les Cinq Dernières Minutes, épisode Une balle de trop de Raymond Portalier
- 1971 : Aux frontières du possible : Courtenay-Gabor (patron du BIPS)
- 1973 : Les fleurs succombent en Arcadie de Jean Vernier
- 1973 : Pour Vermeer de Jacques Pierre
- 1974 : Les Cinq Dernières Minutes de Claude Loursais, épisode Fausses Notes
- 1974 : Les Brigades du Tigre, épisode La confrérie des loups de Victor Vicas : M. de Sermeuse
- 1977 : Minichronique, épisode Les Rêves d'enfants : l'aviateur
- 1977 : Les Faucheurs de marguerites : Laraque
- 1983 : Les Nouvelles Brigades du Tigre de Victor Vicas, épisode Rita et le Caïd de Victor Vicas : Santucci

### Théâtre
- 1961 : L'Alcade de Zalamea de Pedro Calderon de la Barca, mise en scène Georges Riquier, TNP Festival d'Avignon